# Julian Wilson (surfista)
Julian Wilson (n. a 8 de novembro de 1988) é um surfista profissional australiano que compete na Association of Surfing Professionals Men's World Tour.
Ele nasceu e cresceu em Coolum Beach, Queensland.
Ele é um embaixador para a National Breast Cancer Foundation.
A mãe de Julian é sobrevivente da doença do cancro, e ele se inspirou a usar uma prancha cor de rosa usada pelo amigo da família e cricketer internacional Matt Hayden, que joga com um bastão cor de rosa pela mesma causa.

## Carreia no Surfe
2011 Conquistas:
- Rank #9 na 2011 ASP World Tour[4]
- Rookie do Ano 2011

2012 Conquistas:
- Vitória no primeiro evento ASP World Tour – Rip Curl Pro Portugal (Peniche, Portugal)
- Rank #9 no ASP World Tour 2012 rankings[5]

2013 Conquistas:
- Vitória primeiro evento ASP Prime – Mr Price Pro Ballito (Ballito, África do Sul)

2014 Conquistas:
- Vitória segundo evento ASP World Tour – Billabong Pipe Masters (Havaí, Estados Unidos)
- Vitória Vans Triple Crown of Surfing de 2014

2015 Conquistas
- Segundo lugar J-Bay Open, 6º campeonato ASP World Tour 2015, com Mick Fanning

## Vitórias na carreira
| Vitórias no ASP World Tour |                        |                                         |                |
| Ano                        | Evento                 | Lugar                                   | País           |
| ASP World Tour de 2012     | Rip Curl Pro Portugal  | Praia dos Supertubos, Peniche, Portugal | Portugal       |
| ASP World Tour de 2014     | Billabong Pipe Masters | Sunset Beach, Oahu, Havaí               | Estados Unidos |
| ASP World Tour de 2015     |                        |                                         |                |